# Mind Funk
Mind Funk  — американская рок-группа, состоящая из участников Chemical Waste и нескольких других групп. Группа первоначально была известна как «Mind Fuck», но была вынуждена изменить своё название лейблом Epic Records. Они подписали контракт с лейблом Sony / Epic и выпустили свой одноименный дебютный альбом в 1991 году.

## Участники
- Патрик Дюбар — вокал (Uniform Choice)
- Луис Свитек — гитара (M.O.D., Ministry)
- Джон Монте — бас-гитара (M.O.D., Chemical Waste, Human Waste Project, Evil Mothers, Dragpipe)
- Фрэнк Чиампи — бас-гитара
- Шон Джонсон — ударные
- Джейсон Эверман — гитара (Nirvana, Soundgarden)
- Рид Сент-Марк — ударные (Celtic Frost)
- Джейсон Коппола — гитара (Chemical Waste)

## Дискография
- Touch You (EP, 1991) (Epic)
- «Big House Burning» (Сингл, 1991) (Epic)
- Mind Funk (1991) (Epic)
- Dropped (1993) (Megaforce Records)
- People Who Fell from the Sky (1995) (Music for Nations)